# サロメア・オドニツヴナ
サロメア・オドニツヴナ（Salomea Odonicówna, 1236年頃 - 1267年?4月）は、グウォグフ公コンラト1世の最初の妃。父はヴィエルコポルスカ公ヴワディスワフ・オドニツ、母はグダニスク公ムシチュイ1世の娘ヤドヴィガ。

## 生涯
1249年、長兄ボレスワフ2世によって聖職者にされるのを拒んだコンラト1世は、北のヴィエルコポルスカに逃げ込み、ボレスワフ2世と戦うためプシェミスウ1世と同盟を結び、支援を取りつけた。この新たな同盟関係を強化するため、コンラト1世はプシェミスウ1世の妹サロメアと結婚した。結婚式はポズナンで催され、新郎新婦はグニェズノ大司教ペウカ、ポズナン司教ボグファウ2世の祝福を受けた。
グウォグフ公爵夫人としてのサロメアの活動については、ほとんど知られていない。彼女は一般的には実家ヴィエルコポルスカの兄弟達と良好な関係を保ち続けたと考えられている。サロメアはまたノヴォグロジェツの聖マリア・マグダレナ修道院、グウォグフのドミニコ会修道院の熱心な支援者であった。没年は1265年から1267年までの間だと考えられているが、確かなことは彼女が夫より先に死んだことだけである。彼女の遺骸はグウォグフのドミニコ会修道院に埋葬された。ピョトル・ズ・ブィチヌィによるポーランド語の年代記によれば、公爵夫人は神々しい光輪に包まれながら息を引き取ったという。しかし、この奇跡が彼女の列福へとつながることはなかった。
グウォグフの聖母のコレギアタ（教会）では、サロメアのゴシック様式の彫像が作られていた。現在、この彫像はポズナン国立美術館に置かれている。

## 子女
サロメアは夫コンラト1世との間に6人の子女をもうけた。
1. アンナ（1250年/1252年 - 1272年） - 1260年、上バイエルン公兼ライン宮中伯ルートヴィヒ2世と結婚
2. エウフェミア（1254年1月12日 - 1275年以前） - 1266年、ゲルツ伯アルブレヒト1世と結婚
3. ヘンリク3世（1251年/1260年 - 1309年12月9日）
4. コンラト2世（1252年/1265年 - 1304年10月11日）
5. プシェムコ（1255年/1265年 - 1289年2月26日）
6. ヤドヴィガ（1265年? - 1318年6月9日） - 1283年よりヴロツワフの聖クララ女子修道院長